# Aleuas
Aleuas is een geslacht van rechtvleugeligen uit de familie veldsprinkhanen (Acrididae). De wetenschappelijke naam van dit geslacht is voor het eerst geldig gepubliceerd in 1878 door Stål.

## Soorten
Het geslacht Aleuas omvat de volgende soorten:
- Aleuas albinae Carbonell, 2008
- Aleuas curtipennis Bruner, 1911
- Aleuas gracilis Stål, 1878
- Aleuas lineatus Stål, 1878
- Aleuas paraguayensis Carbonell, 2008
- Aleuas paranensis Carbonell, 2008
- Aleuas toltecus Saussure, 1861
- Aleuas uruguayensis Carbonell, 2008
- Aleuas vitticollis Stål, 1878